# Mandukya Upanishad

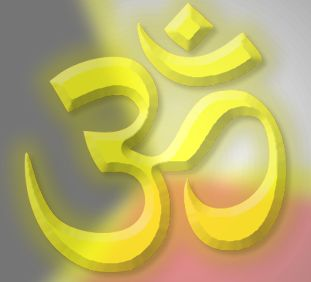
Māṇḍūkya Upaniṣad explore la syllabe au travers de trois états : veille, rêve et sommeil profond.

Māṇḍūkya Upaniṣad (devanāgarī: माण्डूक्य उपनिषद् ) ou Māṇḍūkyopaniṣad est l'une des plus courtes des douze Upanishad principales faisant partie de la Śruti. Celle-ci est rattachée à la partie du Veda appelée Atharvaveda et se compose de douze versets. Cette upaniṣad explique le sens de l'oṃkāra en explorant la syllabe AUM au travers de trois états que traverse la conscience et le silence qui suit comme l'état turīya de libération.

## Hindouisme
Gauḍapāda a réalisé le premier commentaire de cette Upaniṣad sous la forme d'un texte (l'Āgamaśāstra — ou Mandukya karika) comprenant deux cent quinze versets répartis sur quatre chapitres. Par la suite, Ādi Śaṅkara fit également un commentaire de cette upaniṣad, tout comme le philosophe Madhva.

## Approche et commentaire du point de vue occidental
Le théosophe William Quan Judge a publié une traduction ainsi qu'un commentaire de cette upaniṣad, dans un texte intitulé Les bases d'un Yoga du Sommeil. Il y analyse notamment les trois états de conscience (veille, rêve, sommeil profond) : « Même si les états de conscience y sont désignés par les mots sanskrits utilisés dans l'hindouisme, l'enseignement proposé dans ce texte s'adresse directement à l'homme moderne, indépendamment de toute appartenance religieuse : il donne les principes d'un yoga du sommeil accessible également aux Occidentaux. »